# 1423
1423 је била проста година.

## Догађаји

### Јул
- 31. јул — Енглеска и бургундска војска су у Стогодишњем рату поразили Французе у бици код Кравана близу Осера.

## Рођења

### Мај
- 2. јун — Фердинанд I Напуљски, краљ Напуљског краљевства

### Јул
- 3. јул — Луј IX, краљ Француске

### Август
- 12. август — Скадарски мир према коме су Стефану признати Бар и Дриваст, 1.000 дуката годишње као и Балшићима, Млечани су се обавезали да му врате Будву и солане на Грбљу, а његовим трупама ће бити омогућен несметан прелазак преко њихове територије. Са друге стране, Млечанима су потврђени Котор, Улцињ и Скадар.

### Октобар
- 31. октобар — Владислав III Јагелонац, краљ Пољске и Угарске

## Смрти

### Јануар
- 23. јануар — Маргарета од Баварске, бургундска војвоткиња